# 氫氧化鈹
氫氧化鈹是一種白色的固體，分子式為Be(OH)2，是少數兩性金屬的氫氧化物，既溶於酸亦溶鹼。和所有铍化合物一样，短期大量接觸氢氧化铍可引起急性鈹病，是致癌物質。在工业上，它是从绿柱石中得到金属铍的中间体。 氢氧化铍在天然中以很稀有的behoite和clinobehoite存在。 当向铍盐溶液中加入碱时，会形成α-氢氧化铍（凝胶）。如果将其静置或煮沸，则会形成菱形的β-氢氧化铍沉淀。氢氧化铍的结构和氢氧化锌 Zn(OH)2一样，含有四面体型铍中心。

## 反应
氢氧化铍难溶于水。它溶于碱，形成四羟基合铍酸盐 [Be(OH)4]2−。举个例子，氢氧化铍和氢氧化钠的反应：
2NaOH(aq) + Be(OH)2(s) → Na2Be(OH)4(aq)
氢氧化铍和酸反应，形成铍盐。举个例子，氢氧化铍和硫酸反应，形成硫酸铍：
Be(OH)2 + H2SO4 → BeSO4 + 2H2O
氢氧化铍在 400 °C 以上分解，形成氧化铍：
Be(OH)2 → BeO + H2O